# Région Centre-Ouest (Brésil)
La région Centre-Ouest (portugais : região Centro-Oeste) est l'une des 5 régions statistiques qui divisent le Brésil.
Elle se situe en zone tropicale. Elle connaît des étés pluvieux et des hivers secs.
La population de la région est de 14 millions d'habitants en 2010.
L'économie est basée sur l'élevage et le tourisme.
Les principales villes de la région, au regard de la population, sont : Brasilia (2 383 000) ; Goiânia (1 220 000) ; Campo Grande (765 000) ; Cuiabá (542 000) ; Aparecida de Goiânia (453 000) ; Anápolis (318 000) ; Várzea Grande (254 000).

## Économie

### Agriculture

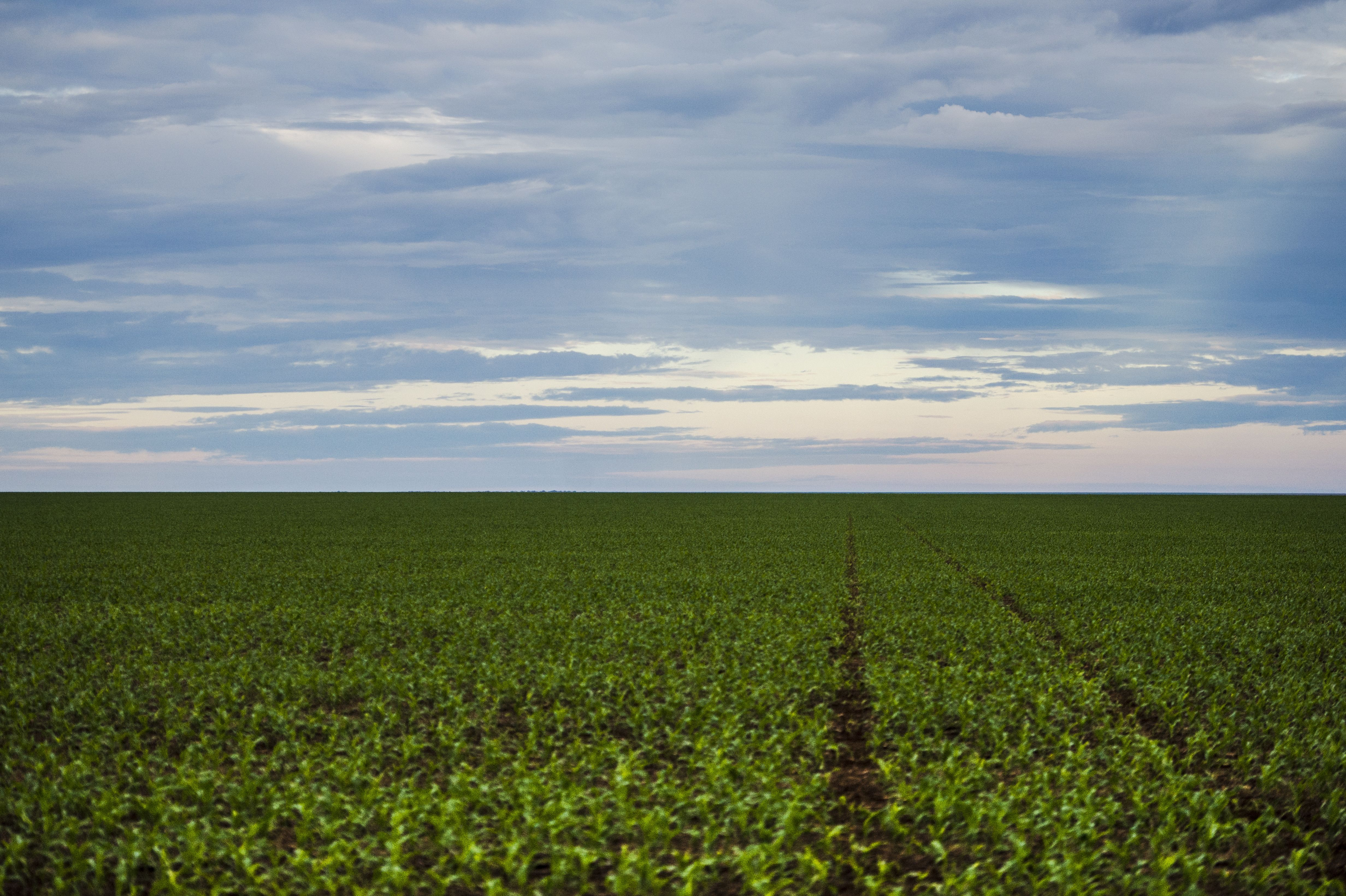
Soja au Mato Grosso

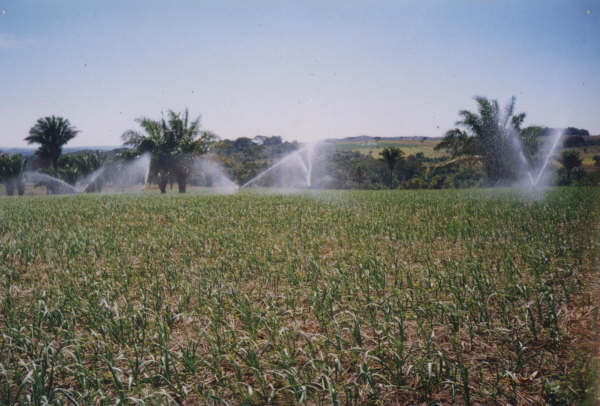
Ail irrigué, à Goiás

Le Centre-Ouest produit 46% des céréales, légumineuses et oléagineux du pays: 111,5 millions de tonnes en 2020.
Le Mato Grosso est le premier producteur national de céréales du pays, avec une part de 28,0%, avec Goiás (10,0%) à la 4e place et le Mato Grosso do Sul (7,9%) à la 5e place.
Le Mato Grosso est le plus grand producteur de soja au Brésil, avec 26,9% du total produit en 2020 (33,0 millions de tonnes). Lors de la récolte 2019/20, Goiás était le quatrième producteur de soja, avec 12,46 millions de tonnes. Le Mato Grosso do Sul a produit 10,5 millions de tonnes en 2020, l'un des plus grands États producteurs du Brésil, environ la cinquième place. Le Brésil est le premier producteur mondial de soja, avec 120 millions de tonnes récoltées en 2019.
En 2017, le Mato Grosso était le plus grand producteur de maïs du pays; Goiás était à la 4e place. En 2019, le Mato Grosso do Sul était également l'un des plus grands producteurs de maïs du pays avec 10,1 millions de tonnes. Le Brésil est le deuxième producteur mondial de maïs, avec 107 millions de tonnes récoltées en 2019.
Goiás est le deuxième producteur de canne à sucre du pays, avec 11,3% de la production nationale, avec 75,7 millions de tonnes récoltées lors de la récolte 2019/20. Le Mato Grosso do Sul occupe la quatrième position, avec environ 49 millions de tonnes récoltées. Le Mato Grosso a récolté 16 millions de tonnes, occupant la sixième place. Le Brésil est le premier producteur mondial de canne à sucre, avec 670 millions de tonnes récoltées en 2019,,.
Goiás et Minas Gerais représentent 74,8% de la production brésilienne de sorgho. Goiás a le leadership national: il a produit 44% de la production agricole brésilienne dans le cycle 2019/2020, avec une récolte de 1,09 million de tonnes.
Le Mato Grosso est également le plus grand producteur de coton du Brésil, avec environ 65% de la production nationale (1,8 des 2,8 millions de tonnes récoltées dans le pays). Goiás est à la 4ème place,.
Le Mato Grosso est le troisième producteur de haricot du pays, avec 10,5% de la production brésilienne. Goiás était le quatrième producteur de haricots au Brésil lors de la récolte 2017/18, avec 374000 tonnes, et détient environ 10% de la production du pays. Le Brésil est le troisième producteur de haricots au monde.
Goiás est également le leader de la production brésilienne de tomate: en 2019, elle a produit plus de 1,2 million de tonnes, soit un tiers de la production totale du pays.
La région du Centre-Ouest possède également des productions pertinentes de ail, tournesol et manioc.

### Bétail

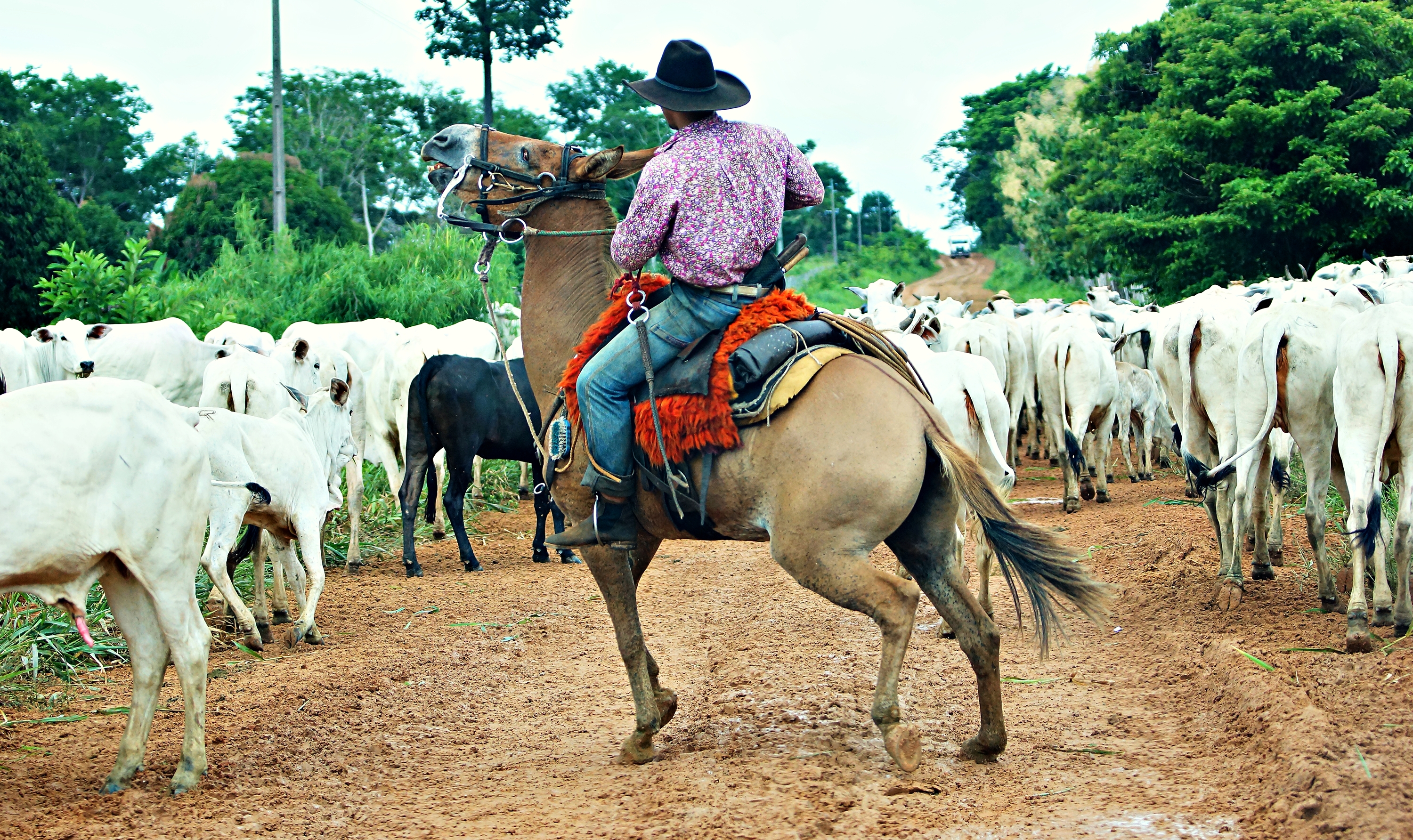
Bovins dans le Mato Grosso

Dans le cheptel bovin, le Brésil comptait près de 215 millions de têtes de bétail en 2017. Le Centre-Ouest comptait 74 millions de têtes, 34,5% du total brésilien, étant la première région du pays. En ce qui concerne le porc, le Brésil comptait près de 42 millions de porcs en 2017. Le Centre-Ouest détenait près de 15% du total (6,2 millions). Dans l'élevage de volailles, le Brésil comptait au total 1,4 milliard de poulets en 2017. Le Centre-Ouest détenait 12,2% du total (172 millions). Dans la production laitière, le Brésil a produit 33,5 milliards de litres en 2017. Le Centre-Ouest a produit 12% du total (près de 4 milliards de litres). Dans la production d'œufs, le Brésil en a produit 4,2 milliards de dizaines en 2017. Le Centre-Ouest en a produit 11,6% (489 millions de dizaines).

### Exploitation minière

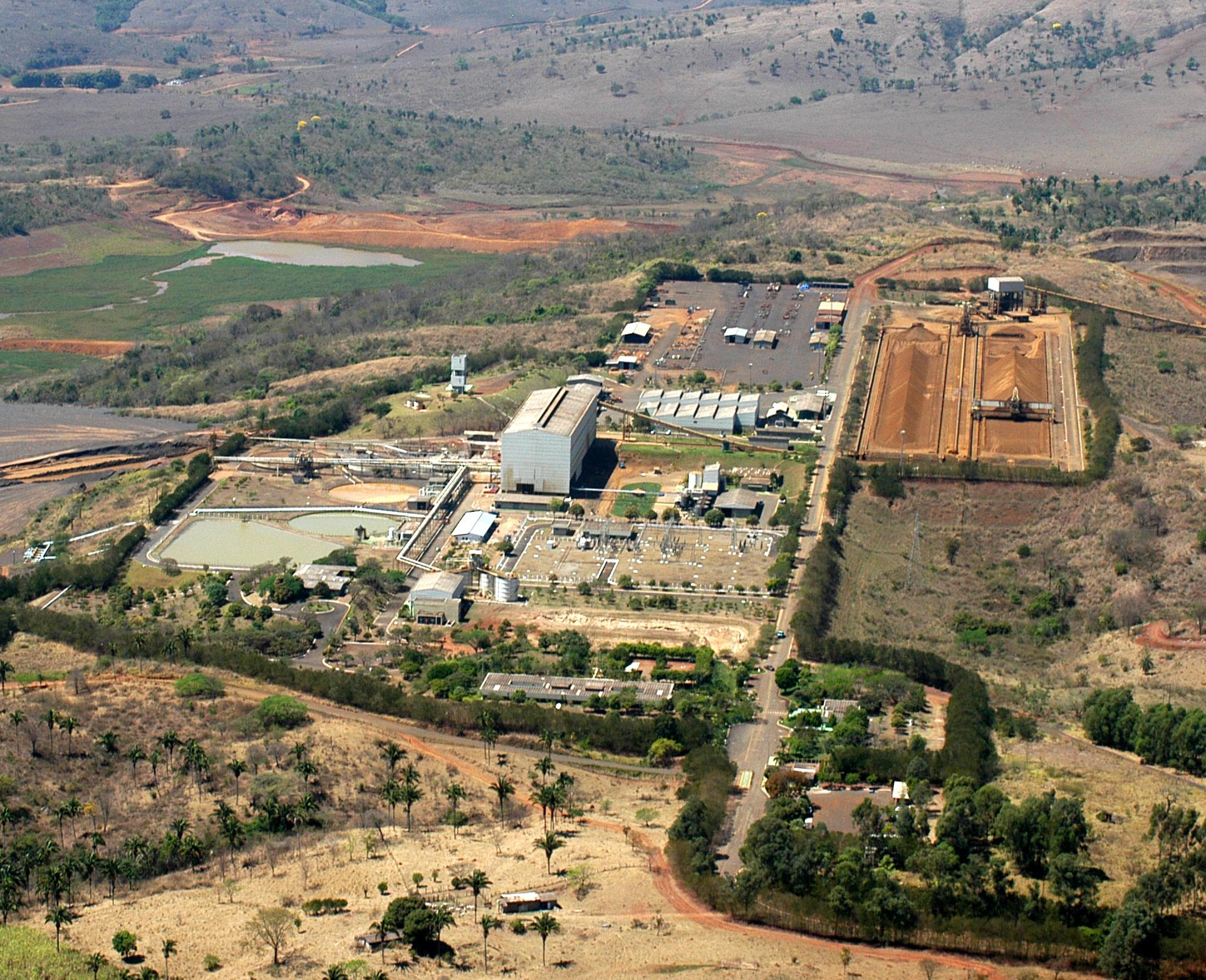
Complexe minéral-chimique de la société Fosfértil à Catalão.

Goiás détient 4,58% de la participation nationale minière (3e place du pays). En 2017, à nickel, Goiás et Pará étaient les deux seuls producteurs du pays, Goiás étant le premier en production, ayant obtenu 154 000 tonnes pour un montant de 1,4 milliard de reais. En cuivre, c'était le deuxième producteur du pays, avec 242 000 tonnes, pour un montant de 1,4 milliard de reais. En or, il était le quatrième producteur du pays, avec 10,2 tonnes, pour un montant de 823 millions de reais. En niobium (sous forme de pyrochlore), c'était le deuxième producteur du pays, avec 27 000 tonnes, pour une valeur de 312 millions de reais. En aluminium (bauxite), il était le troisième producteur du pays, avec 766 000 tonnes, pour un montant de 51 millions de reais. Toujours en 2017, dans le Midwest, le Mato Grosso détenait 1,15% de la participation minière nationale (cinquième place du pays) et le Mato Grosso do Sul détenait 0,71% de la participation minière nationale (sixième position dans le pays). Mato Grosso avait une production de or (8,3 tonnes pour un montant de 1 milliard de reais) et étain (536 tonnes pour un montant de 16 millions de reais). Mato Grosso do Sul avait une production de fer (3,1 millions de tonnes d'une valeur de 324 millions de reais) et de manganèse (648 000 tonnes d'une valeur de 299 millions de reais),,.

### Industrie

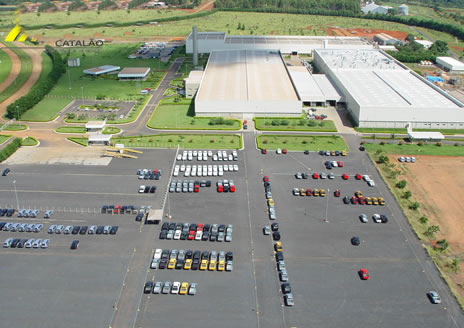
Usine Mitsubishi à Goiás

Le Centre-Ouest représente 6% du PIB industriel du pays,,.
Au Brésil, le secteur automobile représente environ 22% du PIB industriel. Goiás possède des usines Mitsubishi, Suzuki et Hyundai. La zone la plus industrialisée et la plus développée sur le plan socio-économique du Midwest s'étend le long de l'axe Goiânia-Anápolis-Brasília. Il met en évidence les industries de l'automobile, de la pharmacie, de l'alimentation, du textile, des produits minéraux et des boissons. D'autres centres industriels importants sont Campo Grande (industrie alimentaire), Cuiabá (industrie alimentaire et du caoutchouc), Corumbá, favorisée par la proximité de Maciço do Urucum pour obtenir des matières premières minérales, Catalão et Rio Verde à Goiás et Três Lagoas (Mato Grosso do Sul), qui représentait à lui seul 0,15% de la croissance du PIB brésilien en 2007. Goiás est l'État le plus industrialisé de la région. Dans cet état se trouve le district agro-industriel d'Anápolis (DAIA) - le centre industriel le plus important du Midwest - qui a reçu au cours de la dernière décennie plusieurs types d'industries, principalement des médicaments (ce qui fait de la municipalité le plus grand centre pharmaceutique et chimique du Brésil. ) et le constructeur automobile sud-coréen Hyundai; en plus de Catalão, un important pôle minier-chimique et métallo-mécanique, l'accent étant mis sur le constructeur automobile Mitsubishi et le constructeur de machines agricoles John Deere. A Rio Verde, Itumbiara, Jataí, Mineiros et Mozarlândia sont des industries importantes dans l'industrie alimentaire; Uruaçu, Minaçu et Niquelândia, avec les industries minières et de transformation; Jaraguá, un pôle de l'industrie du vêtement et Senador Canedo, avec un complexe pétrochimique de Petrobras, des activités dans l'industrie de la chaussure, des activités dans l'industrie alimentaire (boissons JBS Friboí, Cicopal et Sol), en plus du géant des biens de consommation Hypermarcas,.
A Três Lagoas, la production de papier et de cellulose est considérable. Le Mato Grosso do Sul a enregistré une croissance supérieure à la moyenne nationale dans la production de pâte, a atteint la barre des 1 million d'hectares d'eucalyptus plantés, a étendu son parc industriel dans le secteur et s'est consolidé comme le plus grand exportateur du produit dans le pays Entre les années 2010 et 2018, la production du Mato Grosso do Sul a grimpé de 308%, atteignant 17 millions de mètres cubes de bois rond pour le papier et la pâte en 2018. En 2019, Mato Grosso do Sul a atteint le leadership des exportations du produit dans le pays, avec 9,7 millions de tonnes vendues: 22,20% des exportations totales de pâte brésilienne cette année-là.